# 盧振雄
盧振雄，SBS，FSDSM（1954年12月14日—），前任香港消防處處長。

## 簡介
盧振雄於庇護十二學校和模範英文中學畢業，在讀後者時曾獲得華僑日報讀者助學金。他於1973年6月加入政府就職二級文員，於1975年1月加入香港消防處任職助理消防隊長，於2002年2月晉升為消防副總長，於2004年9月晉升為消防總長。他於2005年12月出任消防處副處長。2007年12月3日，消防處副處長盧振雄代替郭晶強出任處長，於2011年10月1日開始其退休前的休假，其處長職務由陳楚鑫接任，成為香港消防處在任時間最長的華人處長。

### 角色
2009年的《烈火雄心III》，其名字为演员角色之一，由鄺佐輝饰演